# Найдёнов, Никита Иванович
Никита Иванович Найдёнов (6 (18) апреля 1892 — 19 сентября 1961) — российский и советский конькобежец и лётчик.

## Конькобежец
Заслуженный мастер спорта СССР (1938). Чемпион России 1913, РСФСР 1921, бронзовый призёр чемпионатов мира и Европы 1913 по конькобежному спорту. Выступал за Москву.
|                  |      | Многоборье | 500 м     | 1500 м     | 5000 м     | 10 000 м    |
| ---------------- | ---- | ---------- | --------- | ---------- | ---------- | ----------- |
| Чемпионат мира   | 1913 | 3-е место  | 49,5 (10) | 2.29,3 (3) | 9.08,7 (4) | 18.30,5 (4) |
|                  | 1914 | 4-е место  | 49,0 (10) | 2.34,5 (7) | 9.28,9 (5) | 19.01,2 (4) |
| Чемпионат Европы | 1913 | 3-е место  | 50,0 (5)  | 2.31,8 (3) | 9.22,4 (4) | 18.32,2 (1) |

|                  |      | Многоборье | 500 м    | 1500 м     | 5000 м      | 10 000 м    |
| ---------------- | ---- | ---------- | -------- | ---------- | ----------- | ----------- |
| Чемпионат России | 1910 | 3-е место  | 52,4 (4) | 2.41,4 (2) | 9.41,4 (5)  |             |
|                  | 1911 | 2-е место  | 52,4 (3) | 2.57,0 (2) | 10.12,0 (2) |             |
|                  | 1912 | 2-е место  | 49,8 (1) | 2.38,8 (3) | 9.48,8 (2)  |             |
|                  | 1913 | чемпион    | 48,2 (1) | 2.31,2 (1) | 8.56,8 (1)  |             |
|                  | 1914 | 2-е место  | 48,2 (1) | 2.33,2 (2) | 9.25,6 (3)  |             |
| Чемпионат РСФСР  | 1919 | 2-е место  | 48,9 (3) | 2.34,7 (5) | 9.08,0 (2)  | 18.09,1 (2) |
|                  | 1921 | чемпион    | 48,4 (2) | 2.32,0 (2) | 9.06,8 (1)  | 18.24,0 (1) |
|                  | 1923 | 2-е место  | 48,0 (3) | 2.39,0 (2) | 9.22,6 (2)  | 19.35,5 (3) |

На официальных стартах Найдёнову удалось опередить всех сильнейших конькобежцев России только в 1921 году (вторым был Платон Ипполитов, а третьим — Яков Мельников): на чемпионатах мира и Европы 1913—1914 он проигрывал Василию Ипполитову, а в чемпионатах России тех лет Василий Ипполитов не участвовал.

### Рекорды России
```
  5000 м     9.04,8
[
~ 3
]
   16.02.1911   
Москва

             8.56,8
[
~ 3
]
   15.02.1913   
Москва
```

## Лётчик
Военный лётчик, участник Первой мировой войны.
10 июня — 13 июля 1925 года совместно с М. М. Громовым, М. А. Волковойновым, А. Н. Екатовым, И. К. Поляковым, А. И. Томашевским участвовал в перелёте Москва — Пекин (6476 км; пилотировал «Юнкерс» Ю-13. Постановлением ЦИК СССР от 17 июля участники перелёта были награждены орденами Красного Знамени, а лётчики также были первыми удостоены звания «заслуженный лётчик СССР».
Умер в 1961 году, похоронен на Новодевичьем кладбище. Памятник на могиле был установлен в 2018 году.

### Спортивные результаты
- Конькобежный спорт. Справочник / Составитель Г. А. Тиновицкий. — М.: «Физкультура и спорт», 1974. — 344 с. (биографическая справка — с. 222)
- Общество нержавого конька — история и статистика конькобежного спорта